# Rainmaker (musikalbum)
Rainmaker är ett studioalbum av gruppen Last Days of April, utgivet 1998.

## Låtlista
1. "The Deepest Care" - 4:38
2. "Somehow" - 2:52
3. "All Those Kisses" - 3:39
4. "The Wedding" - 3:24
5. "This Place" - 2:50
6. "Same Old Song" - 3:45
7. "Tomorrow" - 1:52
8. "Rainmaker" - 3:45
9. "Love to Trust" - 3:52
10. "Last Days of April" - 2:05